# Château de Bazoilles
Le château de Bazoilles est un château de la commune de Bazoilles-sur-Meuse à l'ouest du département des Vosges en région Grand-Est.

## Histoire
Un château fort existait à Bazoilles-sur-Meuse au XIVe siècle, appartenant à la famille du Fay. Durant la guerre que se livrent les ducs Charles II de Lorraine et Édouard III de Bar, le château est démoli et le village pillé et brûlé. Julienne de Poitiers, veuve d'Henri du Fay, demanda au duc de Lorraine une indemnité comme compensation des dommages, au nom de ses quatre enfants. Le duc lui accorde une indemnité de 2500 francs dans un acte daté du 12 juillet 1423. La famille de Saint-Rémi, descendant de la famille du Fay, cède la seigneurie de Bazoilles en 1710 à Louis de Barbarat.
Un nouveau château est construit à proximité de l'ancien entre 1723 et 1772 (datation par travaux historiques), sans doute par Louis de Barbarat (1656-†1746), seigneur de Mazirot et de Bazoilles, fermier général du duc Léopold Ier de Lorraine et maître de forges. Il y loge son fermier Jean Michel et n'y habite pas.
Au XIXe siècle, Louis-Charles Drummond de Melfort (1790-†1880) et son épouse Eudoxie Saulnier des Cherriers (1807-†1879) deviennent propriétaires du château. Les membres de la famille Drummond de Melfort sont d'origine écossaise, leurs ancêtres ayant suivi le roi Jacques II d'Angleterre en exil en France en 1689. Les nouveaux propriétaires remanient le château entre 1873 et 1879, notamment en remontant la façade principale avec un monumental fronton où figure leur blason soutenu de deux lions, surmontant l'inscription "Dei Dono Quod Sum".
Les dépendances datent en partie du XVIe siècle, le colombier du XVIIe ou XVIIIe siècle, l'orangerie du XIXe siècle.
Il ne fait actuellement l'objet d'aucune inscription ou classement au titre des monuments historiques.

## Description
Précédé d'un jardin planté d'arbres, le château est de forme rectangulaire sur quatre niveaux avec un sous-sol, un rez-de-chaussée et deux étages, dont le second se trouve sous le toit.
La façade principale est orientée vers le sud-est, les dépendances se situent à gauche de celle-ci (avec l'orangerie du XIXe siècle), et le colombier à droite.
Une piscine et un terrain de tennis ont été construits derrière le château.

## Famille du Fay et de Saint-Rémi
C'est la famille du Fay qui fait construire le premier château de Bazoilles au XIVe siècle.
- Henri du Fay[5] (†1423) -  épouse Julienne de Poitiers 
  - Pierre Ier du Fay (ou Aymé du Fay) -  épouse Isabelle de Thuillières 
    - Pierre II du Fay -  épouse en 1474 Alix du Châtelet 
      - Antoine du Fay (†1550) -  épouse en 1523  Catherine de Ville (†1545) 
        - Pierre III du Fay -  épouse Marguerite d'Haussonville 
        - Michelle du Fay épouse Jacques de Luz (†1599)
          - Catherine Chrétienne de Lutz, Dame de Bazoilles (1574-†1636), épouse en 1592 Henri Ier de Saint Rémy, Baron de Fontette (1557-†1621)
            - René Ier de Saint Rémy, Baron de Fontette (1594-†1663) -  épouse Jacquette Breveau (†1674) 
              - René II de Saint Rémy, Seigneur de Fontette (1636-†1674) -  épouse en 1666 Marie de La Marck 
              - Pierre Jean de Saint Rémy (1649-†1714)-  épouse Renée Marguerite de Courtois

La famille de Saint-Rémi vend la seigneurie de Bazoilles à Louis de Barbarat en 1710.

### Autour de Neufchâteau
- Basilique du Bois-Chenu
- Château d'Autigny
- Château de Beaufremont
- Château de Bourlémont
- Château du Châtelet
- Château de Landaville
- Château de Pompierre
- Château de Roncourt
- Château de Sandaucourt
- Église Saint-Martin de Pompierre
- Maison natale de Jeanne d'Arc
- Sanctuaire gallo-romain de Grand